# 普雷翁達沃

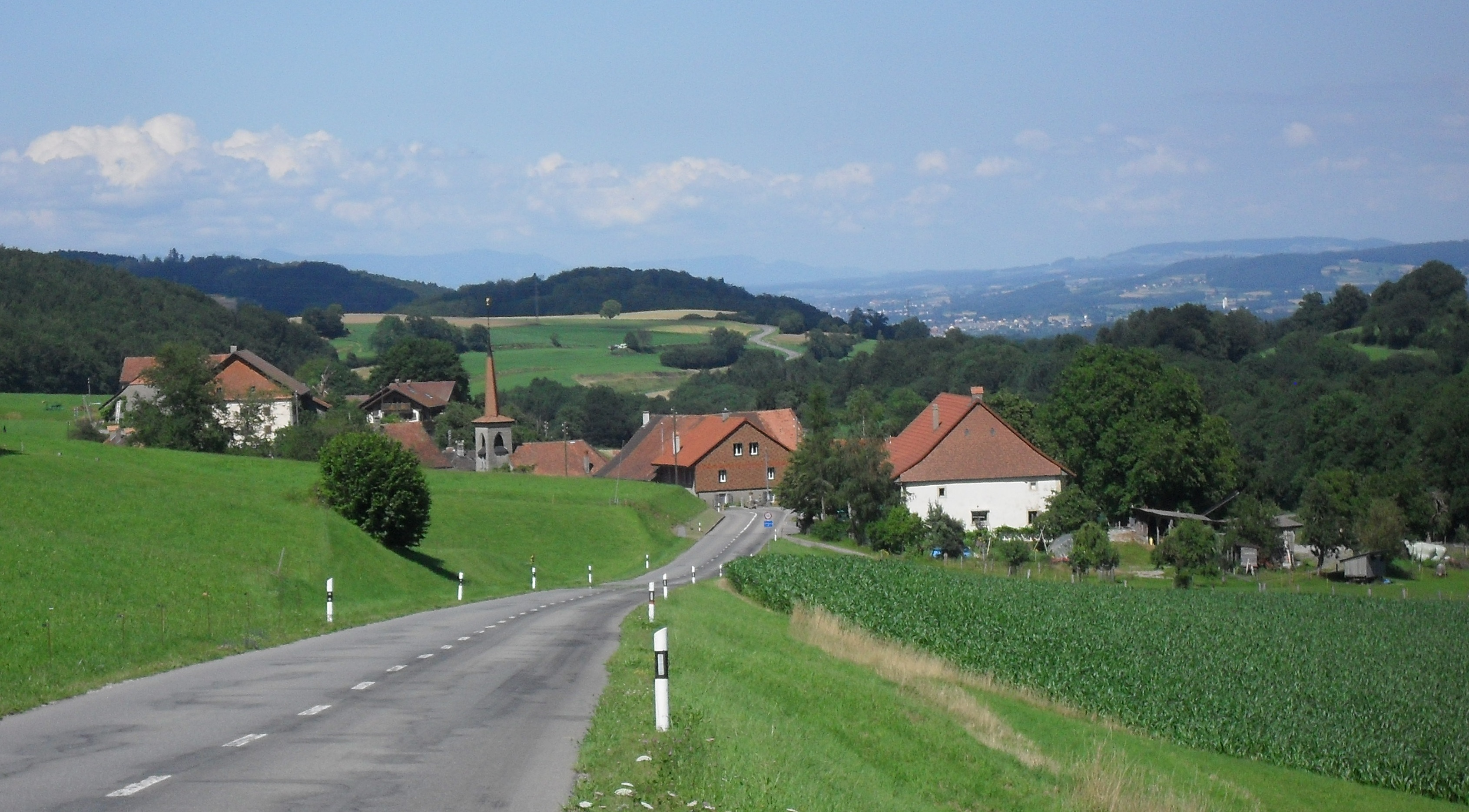

普雷翁達沃是瑞士的城鎮，位於該國西部，由弗里堡州負責管轄，面積1.8平方公里，海拔高度688米，2011年人口64，四成半人口信奉羅馬天主教，人口密度每平方公里36人。